# Universal Chess Interface
Pour les articles homonymes, voir UCI (homonymie).
L'Universal Chess Interface (UCI) est un protocole de communication qui permet à un moteur d'échecs de communiquer avec une interface utilisateur. 
Le protocole est conçu par Rudolf Huber et Stefan Meyer-Kahlen (en), le créateur de Shredder, en novembre 2000, et peut être considéré comme un rival du protocole  XBoard/WinBoard. Comme ce dernier, l'UCI est libre de droits.
En 2019, plus de 50 moteurs d'échecs prennent en charge l'UCI, dont Rybka, Fruit et Houdini. Le protocole est également employé sur le serveur Lichess.
L'UCI est à la base d'autres protocoles destinés à des variantes d'échecs, dont : 
- L'Universal Shogi Interface (USI), un protocole pour le shōgi[3]
- L'Universal Chinese Chess Interface (UCCI), un protocole pour le xiangqi